# Loi 13 du beach soccer
La loi 13 du beach soccer fait partie des lois régissant le beach soccer, maintenues par l'International Football Association Board (IFAB). La loi 13 se rapporte au penalty.

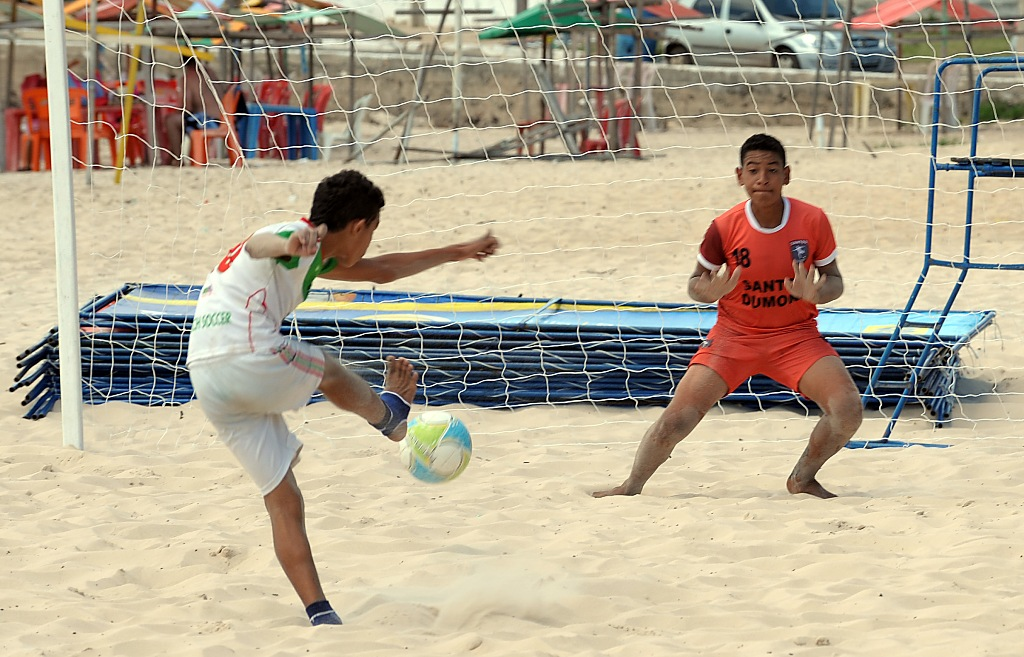
Penalty joué par des enfants.

## Règlement actuel

### Coup de pied de réparation
Un coup de pied de réparation est infligé à l’équipe qui, dans sa propre surface de réparation et lorsque le ballon est en jeu, commet l’une des infractions pour lesquelles doit être accordé un coup franc direct dont l‘exécution n’a pas l’obligation de se faire depuis le point central imaginaire. Le tireur du coup de pied de réparation doit frapper le ballon vers l’avant, il ne peut rejouer le ballon avant qu’un autre joueur ne l’ait touché. Le ballon est en jeu à partir du moment où il est mis en mouvement.
Du temps additionnel doit être accordé pour tout coup de pied de réparation devant être exécuté à la fin de chacune des périodes du temps réglementaire ou à la fin de la prolongation.

### Position du ballon et des joueurs
Le ballon doit être placé sur un point imaginaire situé à 9 m du but, au milieu de la ligne imaginaire délimitant la surface de réparation.
Le joueur exécutant le coup de pied de réparation doit être clairement identifié, c’est le joueur qui a subi la faute qui doit tirer le coup de pied de réparation, sauf blessure grave, auquel cas il est exécuté par son remplaçant.
Le gardien de but qui défend doit rester sur sa propre ligne de but, face au tireur, entre les montants du but jusqu’à ce que le ballon ait été botté ; il peut se déplacer latéralement. Tous les joueurs autres que le tireur doivent se trouver en dehors de la surface de réparation et à au moins 5 m du ballon.
L’arbitre n’ordonne pas de tirer le coup de pied de réparation tant que les joueurs ne sont pas placés conformément aux dispositions de la Loi 13. Le deuxième arbitre doit veiller à ce que le gardien de but se conforme aux dispositions de la Loi 13 et juger si le ballon a franchi la ligne de but ou non.

### Infractions et sanctions
Si l’arbitre donne le signal de tirer le coup de pied de réparation et que le tireur ou un coéquipier enfreint la Loi du Jeu le but est refusé s'il est marqué et le penalty doit être retiré. Si le ballon n’entre pas dans le but, l’arbitre interrompt le jeu et la partie reprend par un coup franc direct en faveur de l’équipe contre laquelle avait été sifflé le coup de pied de réparation, à l’endroit où a été commise l‘infraction.
Si le gardien de but ou un coéquipier enfreint la Loi du Jeu, le but est accordé s'il y a lieu sinon le coup de pied de réparation doit être retiré. SI un joueur de chaque équipe enfreint la Loi du Jeu le coup de pied de réparation doit être retiré.
Si le coup de pied de réparation est tiré par un autre joueur que le celui désigné par les Lois du Jeu, un coup franc à tirer depuis l’endroit où a été commise l’infraction est accordé à l’équipe adverse. Si, après que le coup de pied de réparation est tiré, le tireur rejoue le ballon avant qu’un autre joueur ne l’ait auparavant touché, un coup franc direct à tirer depuis le point central imaginaire est accordé à l’équipe adverse.